# Maria Labia
Maria Labia, född 14 februari 1880, död 10 februari 1953, var en italiensk operasångerska. Hon var syster till Fausta Labia.
Maria Labia var gift med en rysk officer, efter vars död hon uppträdde på konserter i Italien och 1905 debuterade hon på Kungliga Teatern i Stockholm som Mimi i Bohême. Efter två år vid Stockholmsoperan var hon i 5 år knuten till Komische Oper Berlin, uppträdde 1909 på operorna i New York, Philadelpia och Boston och anställdes 1911 vid Wiens hovopera. 1911 och 1923 uppträdde hon som gäst på operan i Stockholm där hon framträdde som Carmen, Mimi och Tosca.